# Tricloruro di boro
Il tricloruro di boro o cloruro di boro(III) è il composto inorganico di formula BCl3. In condizioni normali è un gas incolore che fuma a contatto con l'aria umida, e reagisce rapidamente a contatto con l'acqua. In questo composto il boro è nello stato di ossidazione +3. Viene usato principalmente per la preparazione di fibre di boro da inserire in materiali compositi.

## Struttura
BCl3 è un composto molecolare, gassoso in condizioni normali. Come gli altri alogenuri del boro, anche per BCl3 la molecola è planare. Gli angoli Cl–B–Cl sono di 120° e la simmetria è D3h. Le distanze B–Cl sono di 175 pm, significativamente minori di quelle previste per un semplice legame σ; questo suggerisce che sia presente una interazione π tra gli orbitali p perpendicolari al piano molecolare. L'effettiva entità di questa interazione è dibattuta.
BCl3 normalmente non forma dimeri; la possibile formazione di dimeri è stata osservata solo a temperature molto basse (20 K). Questo comportamento contrasta con quello di altri trialogenuri del gruppo 13, come AlCl3 e GaCl3 che formano dimeri.

## Sintesi
BCl3 si può ottenere a partire da ossido di boro, acido borico o altri composti di boro effettuando una clorurazione ad alta temperatura tramite cloro, acido cloridrico, fosgene o altri agenti cloruranti. Industrialmente si ottiene per clorurazione diretta di ossido di boro con cloro in presenza di carbone; la sintesi è analoga al processo Kroll che converte il diossido di titanio in tetracloruro di titanio:
{\displaystyle {\ce {B2O3 + 3C + 3Cl2 -> 2BCl3 + 3CO}}}
In laboratorio si può ottenere facendo reagire trifluoruro di boro e cloruro di alluminio:
{\displaystyle {\ce {BF3 + AlCl3 -> BCl3 + AlF3}}}

## Reattività
BCl3 è un composto molto reattivo, forte acido di Lewis. Con l'acqua reagisce violentemente formando acido cloridrico e acido borico:
{\displaystyle {\ce {BCl3 + 3H2O -> B(OH)3 + 3HCl}}}
Per riscaldamento BCl3 si decompone formando cloro e cloruro di idrogeno.
BCl3 forma addotti con ammine terziarie, fosfine, eteri, tioeteri e ioni alogenuri. Un esempio è BCl3·S(CH3)2 (CAS# 5523-19-3), spesso impiegato come fonte di BCl3 facile da maneggiare, dato che è un solido (p.f. 88–90 °C) che rilascia BCl3:
{\displaystyle {\ce {(CH3)2S*BCl3 <=> (CH3)2S + BCl3}}}
L'addotto con lo ione cloruro è [BCl4]–, specie meno stabile dell'analogo [BF4]–, e che si può ottenere solo in presenza di controioni molto grandi, tipo [nBu4N]+.
La reazione a temperatura elevata tra BCl3 e magnesio o idrogeno è usata per ottenere varie forme di boro elementare:
{\displaystyle {\ce {2BCl3 + 3Mg -> 2B + 3MgCl2}}}
{\displaystyle {\ce {2BCl3 + 3H2 -> 2B + 6HCl}}}
Facendo passare una scarica elettrica attraverso BCl3 a pressione ridotta si formano tetracloruro di diboro, Cl2B-BCl2, e tetracloruro di tetraboro, B4Cl4.
Per reazione tra BCl3 e stannani si ottengono cloruri di boro con sostituenti alchilici o arilici:
{\displaystyle {\ce {2BCl3 + R4Sn -> 2RBCl2 + R2SnCl2}}}

## Usi
La maggior parte del BCl3 è usato per preparare fibre di boro da utilizzare in materiali compositi per l'industria aeronautica e spaziale, e per attrezzature sportive. Si usa anche nella raffinazione di leghe di alluminio, magnesio, zinco e rame per rimuovere nitruri, carburi e ossidi. È stato usato come flussante per saldare leghe di alluminio, ferro, zinco, tungsteno e monel. Come catalizzatore, in genere per reazioni di Friedel-Crafts, è utilizzato in varie reazioni organiche, ad esempio per la polimerizzazione di olefine e fosfazeni. Viene usato inoltre come precursore per la sintesi di altri composti di boro, e per l'incisione al plasma (plasma etching) nella fabbricazione dei dispositivi a semiconduttore.

## Indicazioni di sicurezza
BCl3 è disponibile in commercio. Il gas si idrolizza rapidamente all'aria umida formando acido cloridrico e acido borico, ed è corrosivo per la pelle, gli occhi e tutte le mucose. Per inalazione danneggia i polmoni. Non ci sono dati che indichino proprietà cancerogene.